# جون وود دودغ
جون وود دودغ (بالإنجليزية: John Wood Dodge)‏ هو رسام أمريكي، ولد في 4 نوفمبر 1807 في نيويورك في الولايات المتحدة، وتوفي في 7 ديسمبر 1893.